# Santa Cruz de Bezana
Santa Cruz de Bezana är en kommun i Spanien. Den ligger i den autonoma regionen Kantabrien i norra delen av landet, 300 km norr om huvudstaden Madrid. Antalet invånare är 13 832 (2024).